# Jessica Henwick
Jessica Henwick, född 30 augusti 1992 i Surrey, är en brittisk skådespelare.
Henwick har bland annat medverkat i TV-serierna Marvel's Iron Fist (2017–2018), Blood of Zeus från 2020 och Blade Runner: Black Lotus (2021–2022). Hon har även bland annat medverkat i filmerna The Gray Man och Glass Onion: A Knives Out Mystery från 2022.

## Filmografi (i urval)
- 2017–2018: Marvel's Iron Fist
- 2020: Underwater
- 2020: Blood of Zeus
- 2021–2022: Blade Runner: Black Lotus
- 2022: The Gray Man
- 2022: Glass Onion: A Knives Out Mystery
- 2024 – Cuckoo